# Ahsoka (1.ª temporada)
A primeira temporada da série da série de televisão de streaming estadunidense Ahsoka é protagonizada por Rosario Dawson como a personagem-título, uma antiga Mestra Jedi que se distancia dos dogmas da ordem e passa a desenvolver uma conexão profunda e independente com A Força. A série é parte da franquia televisiva de Star Wars e seus eventos ocorrem após o desfecho do filme Return of the Jedi (1983) e concomitantemente com a série The Mandalorian (2019–2023).
Nesta primeira temporada, a série retrata a tentativa de Ahsoka Tano e seus aliados da Nova República em impedir o retorno de Grande Almirante Thrawn e o restabelecimento do Império Galáctico. A temporada foi produzida pela Lucasfilm em parceria com a Golem Creations e conta com a produção geral de Dave Filoni, assim como as demais séries televisivas da franquia. Além de Dawson, a série é protagonizada por Natasha Liu Bordizzo e Mary Elizabeth Winstead como a padawan insubmissa Sabine Wren e a general Hera Syndulla, respectivamente. Ray Stevenson, Ivanna Sakhno e Diana Lee Inosanto formam o trio de antagonistas Baylan Skoll, Shin Hati e Morgan Elsbeth, que buscam resgatar Thrawn de seu exílio. Os atores Genevieve O'Reilly, Hayden Christensen e Anthony Daniels reprisam seus respectivos papéis de Mon Mothma, Anakin Skywalker e C-3PO da "Trilogia Prequela" (1999-2005).
A temporada estreou no serviço de streaming Disney+ em 22 de agosto de 2023 com dois primeiros episódios disponíveis no dia da estreia. Os demais episódios foram lançados semanalmente até a estreia do último episódio da temporada em 3 de outubro. Em sua temporada de estreia, a série manteve um índice de audiência relativamente positivo e similar às demais produções televisivas da franquia. A produção recebeu avaliações positivas da crítica especializada, que destacou a forma enxuta como os roteiristas abordam temáticas complexas da franquia e as performances de Dawson e Stevenson como pontos positivos da série. A série recebeu diversas indicações a premiações, incluindo um Emmy do Primetime de Artes Criativas na categoria de "Melhor Figurino" para a figurinista Shawna Trpcic. Em janeiro de 2024, a Lucasfilm anunciou o início de produção de uma segunda temporada da série, que começou oficialmente suas filmagens em abril de 2025.

## Episódios
| N.º geral | N.º na temp. | Título                                                                | Dirigido por | Escrito por | Exibição original      |
| --- | ------------ | --------------------------------------------------------------------- | ------------ | ----------- | ---------------------- |
| 1 | 1            | "Part One: Master and Apprentice" "Parte Um: Mestre e Aprendiz" (BR)  | Dave Filoni  | Dave Filoni | 22 de agosto de 2023   |
| Anos após a queda do Império Galáctico, Baylan Skoll e sua aprendiz, Shin Hati, interceptam uma nave da Nova República Galáctica transportando Morgan Elsbeth para ser interrogada pelo Senado. Skoll desembarca na nave e se apresenta como um enviado da Nova Ordem Jedi. Diante da descrença de Capitão Hayle, Skoll ataca todos os tripulantes e liberta Elsbeth. Elsbeth revela a Skoll que Ahsoka Tano a interrogou sobre um mapa interestelar que levaria à localização de Grande Almirante Thrawn. Ahsoka e seu droide Huyang fazem uma busca pelo mapa no planeta desértico Arcana. Ahsoka é confrontada por droides assassinos e foge do planeta levando o mapa consigo. Ahsoka se reúne com a general Hera Syndulla e ambas analisam as imagens de vídeo da fuga de Elsbeth. Ahsoka e Huyang suspeitam de que os dois invasores possuem uma conexão incomum com A Força e decidem investigar a origem dos dois. Ahsoka revela a Syndulla que o mapa mostra a localização de Thrawn, o último grande líder imperial sobrevivente. Syndulla lembra que Thrawn desapareceu anos antes desde que foi levado para um planeta desconhecido pelo rebelde Ezra Bridger. Elsbeth sente que Ahsoka sobreviveu ao ataque dos droides e envia Hati para Lothal para recuperar o mapa. Em Lothal, Ahsoka pede a ajuda de sua antiga aprendiz Sabine Wren para decifrar o mapa, mas recomenda que ela não tenha esperanças de encontrar Bridger. Wren foge e decifra o mapa sozinha para descobrir a localização de Bridger. Hati confronta Wren em um duelo de sabres e recupera o mapa, deixando Wren gravemente ferida. |              |                                                                       |              |             |                        |
| 2 | 2            | "Part Two: Toil and Trouble" "Parte Dois: Labuta e Atenção" (BR)      | Steph Green  | Dave Filoni | 22 de agosto de 2023   |
| Ahsoka Tano chega ao planeta Lothal a tempo de impedir a morte de Sabine Wren. Ahsoka resgata Wren e a leva de volta para a cidade principal do planeta. Wren revela a Ahsoka sobre uma visão que teve ao abrir o mapa e que o mapa foi levado por Hati. Skoll e Hati chegam ao planeta Seatos e posicionam o mapa em um santuário em ruínas. Hati contacta Morgan Elsbeth e informa que o mapa já foi localizado e recuperado. Ahsoka segue para a casa de Wren em busca de mais provas e é confrontada por mais um droide assassino. Ahsoka leva o capacete do droide para análise e Hyuang conclui que é um tipo sofisticado de tecnologia droide. Wren examina o capacete do droide e descobre rastros codificados do caminho percorrido por ele desde Corellia, o planeta onde Elsbeth comandou fábricas de droides durante a Guerra Civil Galáctica. Elsbeth revela que seu propulsor hipergaláctico Olho de Sion já está pronto para ativação e abre o mapa estelar. Syndulla e Ahsoka seguem para Corellia para investigar a fábrica de droides e são emboscadas por tropas leais ao Império. Syndulla tenta rastrear a origem dos traidores enquanto Ahsoka duela contra o Inquisidor Marrok, que foge ao lado de Hati em uma nave clandestina. Syndulla segue Hati e Marrok até a órbita do planeta e seu droide Chopper acopla um rastreador sobre a nave clandestina em fuga. Em Lothal, Wren decide lutar ao lado de Ahsoka e retoma sua armadura mandaloriana. |              |                                                                       |              |             |                        |
| 3 | 3            | "Part Three: Time to Fly" "Parte Três: Hora de Voar" (BR)             | Steph Green  | Dave Filoni | 29 de agosto de 2023   |
| A bordo da nave de Ahsoka, Wren retorma seu treinamento de sabre de luz com a ajuda de Hyuang. Ahsoka aconselha Wren a se conectar mentalmente com A Força para enfrentar novos adversários mais poderosos. A general Hera Syndulla se reúne com a Chanceler Mon Mothma e outros membros do Senado e pede apoio para investigar o contrabando de cargas das fábricas de Corellia. Syndulla revela sua suspeita de que Grande Almirante Thrawn está vivo em outra galáxia, mas os senadores Hamato Xiono e Lorrin Mawood afirmam que a Nova República está segura. Ahsoka, Wren e Hyuang seguem o curso para o planeta Seatos em busca de Elsbeth e seu mapa estelar. Syndulla contacta a nave de Ahsoka e informa que a Frota da República não foi autorizada a apoiar a missão. Ahsoka e Wren chegam ao planeta e são atacadas pelos droides assassinos de Elsbeth. Elsbeth posiciona o mapa nas ruínas de um antigo templo e prepara sua fuga de Seatos usando seu hiperpropulsor Olho de Sion. Marrok e Hati perseguem Ahsoka e Wren pelo cardume de purgills na órbita do planeta, mas acabam voltando para o interior do planeta. Ahsoka e Wren se escondem nas florestas do planeta. Skoll convoca mais droides para encontrar e capturar Ahsoka. |              |                                                                       |              |             |                        |
| 4 | 4            | "Part Four: Fallen Jedi" "Parte Quatro: Jedi Caído" (BR)              | Peter Ramsey | Dave Filoni | 5 de setembro de 2023  |
| Ahsoka e Wren se escondem nas florestas de Seatos. Wren tenta contactar a frota da República, mas o transmissor da nave está quebrado. Hyuang tenta reparar o sistema de comunicação da nave, mas admite que será uma tarefa complexa. Ashoka assume que não pode perseguir Elsbeth e encontrar Ezra Bridger. Wren afirma que está pronta para um novo duelo contra os mercenários de Elsbeth e que Ahsoka pode contar com ela. Hati e Skoll localizam Ahsoka e enviam droides para a floresta. Ahsoka e Wren conseguem combater os droides enquanto Hyuang tenta contactar Syndulla. Syndulla decide desobedecer ao Senado e lidera sua frota pelo hiperespaço em busca de Ahsoka. Elsbeth abre o mapa estelar e obtém as coordenadas de Peridea. Skoll revela que não acredita totalmente na verdade do mapa, mas Elsbeth afirma que o mapa é a única fonte de informação sobre o paradeiro de Thrawn. Ahsoka confronta o Inquisidor Marrok enquanto Wren persegue Hati pela floresta. Ahsoka derrota Marrok no duelo de sabres e segue para as ruínas do mapa. Skoll surpreende e confronta Ahsoka enquanto Elsbeth prepara sua partida para Peridea. Ahsoka consegue retirar o mapa do alinhamento, mas o mapa queima sua mão. Hati despista Wren e foge do duelo através da floresta. Enfurecido, Skoll empurra Ahsoka do penhasco e ela desaparece nas águas. Wren chega às ruínas e confronta Skoll, capturando o mapa. Skoll convence Wren a colaborar, prometendo que o mapa é a única forma de encontrar Ezra Bridger. Acreditando que Ahsoka está morta, Wren se rende e entrega o mapa. Skoll e Hati levam Wren como prisioneira até Elsbeth. |              |                                                                       |              |             |                        |
| 5 | 5            | "Part Five: Shadow Warrior" "Parte Cinco: Guerreiro das Sombras" (BR) | Dave Filoni  | Dave Filoni | 12 de setembro de 2023 |
| Elsbeth entra no hiperespaço em rota para Peridea levando Wren como prisioneira. Syndulla chega a Seatos e encontra os fragmentos do mapa nas ruínas do templo. Huyang confirma a Syndulla que Wren e Ahsoka foram derrotadas por Skoll e Hati. No mundo entre mundos, Ahsoka encontra seu antigo mestre Anakin Skywalker. Skywalker revela que Ahsoka perdeu o duelo contra Skoll e que precisa concluir seu treinamento Jedi. Skywalker e Ahsoka iniciam um duelo de sabres de luz e Skywalker afirma que somente um dos dois poderá vencer. O capitão Carson Teva informa a Syndulla que a Senadora Leia Organa não poderá mais encobrir os motivos verdadeiros de sua missão para Seatos. Jacen, filho de Syndulla, consegue perceber a agitação da Força sob o oceano de Seatos, indicando a presença de Jedi. Ahsoka continua o duelo contra Skywalker enquanto ambos navegam pelas memórias das batalhas que vivenciaram juntos durante as Guerras Clônicas. Jacen revela que seu droide Chopper captou sinais nas águas de Seatos. Em uma manobra, Ahsoka desarma Skywalker, mas decide guardar o sabre e encerrar a luta. Syndulla segue as pistas de Chopper e a Tenente Jensu resgata Ahsoka do oceano. A Chanceler Mon Mothma anuncia que o Senado encerrou as investigações sobre Corellia diante da ausência de evidência da existência de Thrawn ou de conspiradores imperiais. Mothma ordena o retorno da frota de Syndulla para a base para investigações, mas Syndulla insiste com seu plano e mantém a rota para Peridea. Jacen conta a Ahsoka as histórias que ouviu sobre como Ezra foi transportado para Peridea a bordo de um purgill. Ahsoka se comunica com o líder do cardume de purgills através da Força e eles são transportados para o hiperespaço. |              |                                                                       |              |             |                        |

## Elenco
| - Rosario Dawson como Ahsoka Tano - Ariana Greenblatt como Ahsoka Tano (jovem) - Natasha Liu Bordizzo como Sabine Wren - Mary Elizabeth Winstead como General Hera Syndulla - Ray Stevenson como Baylan Skoll - Ivanna Sakhno como Shin Hati - Diana Lee Inosanto como Morgan Elsbeth - David Tennant como Huyang - Eman Esfandi como Ezra Bridger - Evan Whitten como Jacen Syndulla - Genevieve O'Reilly como Chanceler Mon Mothma - Hayden Christensen como Anakin Skywalker - Lars Mikkelsen como Grande Almirante Thrawn - Anthony Daniels como C-3PO | - Paul Darnell como Marrok - Dave Filoni como Chopper - Nican Robinson como Vic Hawkins - Paul Sun-Hyung Lee como Carson Teva - Jeryl Prescott como Grande Mãe Aktropaw - Claudia Black como Grande Mãe Klothow - Jane Edwina Seymour como Grande Mãe Lakesis - Wes Chatham como Capitão Enoch | - Clancy Brown como Ryder Azadi - Vinny Thomas como Jai Kell - Nelson Lee como Senador Hamato Xiono - Temuera Morrison como Capitão Rex - Elden Bennett como Almirante Ackbar |